# Billy Paynter
William Paul Paynter (Liverpool, Inglaterra, 13 de julio de 1984), futbolista inglés retirado. Jugaba como delantero y su último equipo fue el Warrington Town, donde se retiró en 2017.
En 17 años de carrera en la English Football League, anotó 131 goles en 529 partidos de liga y copas.

## Clubes
| Club                   | País       | Año       |
| ---------------------- | ---------- | --------- |
| Port Vale FC           | Inglaterra | 2001-2005 |
| Hull City              | Inglaterra | 2005-2006 |
| Southend United        | Inglaterra | 2006      |
| Bradford City          | Inglaterra | 2007      |
| Swindon Town           | Inglaterra | 2007-2010 |
| Leeds United           | Inglaterra | 2010-2011 |
| Brighton & Hove Albion | Inglaterra | 2011-2012 |
| Leeds United           | Inglaterra | 2012      |
| Doncaster Rovers       | Inglaterra | 2012-2014 |
| Sheffield United       | Inglaterra | 2014      |
| Carlisle United        | Inglaterra | 2014-2015 |
| Hartlepool United      | Inglaterra | 2015-2017 |
| Warrington Town        | Inglaterra | 2017      |

## Palmarés

### Campeonatos nacionales
| Título              | Club             | País       | Año  |
| ------------------- | ---------------- | ---------- | ---- |
| Football League One | Doncaster Rovers | Inglaterra | 2013 |